# Xarada (pel·lícula)
Xarada (títol original en anglès Charade) és una pel·lícula estatunidenca dirigida per Stanley Donen i estrenada l'any 1963. Ha estat doblada al català.

## Repartiment
- Audrey Hepburn: Regina "Reggie" Lampert
- Cary Grant: Brian Cruikshank, alias Peter Joshua, alias Carson Dyle, alias Alexander Dyle, alias Adam Canfield
- Walter Matthau: Carson Dyle, alias Hamilton Bartholomew
- George Kennedy: Herman Scobie
- James Coburn: Tex Penthollow
- Ned Glass: Leopold W. Gideon
- Jacques Marin: inspector Édouard Grandpierre
- Thomas Chelinsky: Jean-Louis Gaudet
- Dominique Minot: Sylvie Gaudet
- Paul Bonifas: M. Félix
- Max Elloy: el serè
- Bernard Musson: el recepcionnista de l'hotel
- Clément Harari: el turista alemany
- Raoul Delfosse: un conductor de taxi
- Michel Thomass: un conductor de l'ambaixada
- Roger Trapp: l'empleat de la morgue
- Claudine Berg: la dona de neteja
- Marcel Bernier: un conductor de taxi
- Colin Drake: Bartholomew, el cap de seguretat
- Monte Landis: el playmaker al Black Sheep Club
- Jacques Préboist: venedor de gelats
- Peter Stone: un home dins l'ascensor
- la veu de Stanley Donen: doblant Peter Stone
- Chantal Goya: un figurant

## Premis
Cary Grant i Audrey Hepburn van ser candidats als Globus d'Or com a millor actor i millor actriu de comèdia o musical, respectivament. El guionista Stone va rebre el 1964 el premi Edgar dels Escriptors de misteri d'Amèrica al millor guió adaptat.